# Porcellio mateui
Porcellio mateui är en kräftdjursart som beskrevs av Albert Vandel1954. Porcellio mateui ingår i släktet Porcellio och familjen Porcellionidae. Inga underarter finns listade i Catalogue of Life.